# Tweede Divisie
La Tweede Divisie (en español: Segunda División) es la única liga de fútbol semi-profesional (e históricamente la más baja profesional) de los Países Bajos. Fue establecida en 1956, junto con la Eredivisie y la Eerste Divisie. Entre 1956 y 1960 y entre 1962 y 1966, la liga consistió en dos divisiones, Tweede Divisie A y Tweede Divisie B. La liga se disolvió en 1971. Seis clubes se promovieron a Eerste Divisie (De Volewijckers, FC Eindhoven, FC VVV, Fortuna Vlaardingen, PEC y Roda JC), mientras que los otros once equipos se convirtieron en clubes de aficionados.
Los planes para una nueva y semi-profesional Tweede Divisie, que se compone de 4 equipos de reserva y 14 clubes Topklasse, fueron aprobados en una asamblea de KNVB en diciembre de 2014. Por lo tanto, el Topklasse, renombrado Derde Divisie (en español: Tercera División), y las ligas inferiores se redujeron en un nivel, y además, la promoción y el descenso entre la segunda y la cuarta división se implementaron a partir de 2016-17. Debido a la cancelación de la temporada 2020–21, ascensos y descensos serán postergados entre cinco a diez años desde la temporada 2022–23.

## Equipos participantes 2025-26
| Club                | Ciudad          | Estadio               | Capacidad |
| ------------------- | --------------- | --------------------- | --------- |
| ACV Assen           | Assen           | Univé Sportpark       | 5.000     |
| Amsterdamsche FC    | Ámsterdam       | Goed Genoeg           | 3.000     |
| BVV Barendrecht     | Barendrecht     | Sportpark De Bongerd  | 1.800     |
| De Treffers         | Groesbeek       | Sportpark Zuid        | 4.000     |
| Excelsior Maassluis | Maassluis       | Dijkpolder            | 5.000     |
| GVVV                | Veenendaal      | Sportpark Panhuis     | 4.500     |
| HHC Hardenberg      | Hardenberg      | De Boshoek            | 4.500     |
| HSV Hoek            | Hoek            | Sportpark Denoek      | 2.500     |
| VV Katwijk          | Katwijk         | Sportpark De Krom     | 6.000     |
| Koninklijke HFC     | Haarlem         | Spanjaardslaan        | 1.500     |
| RKAV Volendam       | Volendam        | Kras Stadion          | 7.164     |
| Quick Boys          | Katwijk aan Zee | Nieuw Zuid            | 8.100     |
| Rijnsburgse Boys    | Rijnsburg       | Middelmors            | 6.100     |
| IJsselmeervogels    | Spakenburg      | Sportpark De Westmaat | 8.000     |
| SV Spakenburg       | Spakenburg      | De Westmaat           | 8.200     |
| Jong Almere City    | Almere          | Yanmar Stadion        | 4.501     |
| Jong Sparta         | Róterdam        | Het Kasteel           | 11.000    |
| Kozakken Boys       | Werkendam       | Sportpark De Zwaaier  | 4.000     |

## Campeones
En negrita los equipos que ascendieron.
| Temporada                   | Campeón                                                       | Subcampeón                                                    | Tercero                                                       | Notas |
| Tweede Divisie              | Tweede Divisie                                                | Tweede Divisie                                                | Tweede Divisie                                                | Tweede Divisie                                                                                               |
| --------------------------- | ------------------------------------------------------------- | ------------------------------------------------------------- | ------------------------------------------------------------- | --- |
| 1956-57                     | SC Cambuur y el RBC Roosendaal                                |                                                               |                                                               | La Tweede Divisie estaba dividida en dos zonas, Tweede Divisie A y Tweede Divisie B                          |
| 1957-58                     | ZFC y el Heracles Almelo                                      |                                                               |                                                               | La Tweede Divisie estaba dividida en dos zonas, Tweede Divisie A y Tweede Divisie B                          |
| 1958-59                     | SC 't Gooi y el Go Ahead Eagles                               |                                                               |                                                               | La Tweede Divisie estaba dividida en dos zonas, Tweede Divisie A y Tweede Divisie B                          |
| 1959-60                     | HFC EDO y el Be Quick 1887                                    |                                                               |                                                               | La Tweede Divisie estaba dividida en dos zonas, Tweede Divisie A y Tweede Divisie B                          |
| 1960-61                     | HFC Haarlem                                                   | FC Hilversum                                                  | RKVV Wilhelmina                                               | En esta temporada se juntaron las dos zonas en una sola de 18 equipos.                                       |
| 1961-62                     | FC Utrecht                                                    | Roda JC                                                       | Helmond Sport                                                 | Temporada disputada por 15 equipos.                                                                          |
| 1962-63                     | VSV                                                           | HVC                                                           |                                                               | Estaba dividida en dos zonas, Tweede Divisie A y Tweede Divisie B, ascendían los ganadores de los play-offs. |
| 1963-64                     | NEC Nijmegen                                                  | Alkmaar '54                                                   |                                                               | Estaba dividida en dos zonas, Tweede Divisie A y Tweede Divisie B, ascendían los ganadores de los play-offs. |
| 1964-65                     | SC Cambuur                                                    | XerxesDZB                                                     |                                                               | Estaba dividida en dos zonas, Tweede Divisie A y Tweede Divisie B, ascendían los ganadores de los play-offs. |
| 1965-66                     | Vitesse y el FC Den Bosch                                     |                                                               |                                                               | Dividido en dos zonas de 15 equipos, ascendieron los cuatro primeros de cada grupo.                          |
| 1966-67                     | HFC Haarlem                                                   | VVV-Venlo                                                     | HVC                                                           | Temporada de 23 equipos, ascendían los dos primeros y el ganador de la eliminatoria (entre el 3° al 5°).     |
| 1967-68                     | FC Wageningen                                                 | Helmond Sport                                                 | SC Veendam                                                    | Temporada de 20 equipos, ascendía el campeón y el 1° y 2° de los play-off (entre el 2° al 4°).               |
| 1968-69                     | De Graafschap                                                 | Excelsior                                                     | Fortuna Vlaardingen                                           | Temporada de 18 equipos, ascendían los tres primeros.                                                        |
| 1969-70                     | SC Heerenveen                                                 | FC Wageningen                                                 | Velox                                                         | Temporada de 17 equipos, ascendían los dos primeros.                                                         |
| 1970-71                     | De Volewijckers                                               | PEC Zwolle                                                    | FC Eindhoven                                                  | Además ascendieron el Roda JC, Fortuna Vlaardingen y VVV-Venlo.                                              |
| Discontinuada hasta el 2016 |                                                               |                                                               |                                                               | |
| 2016-17                     | Jong AZ                                                       | Kozakken Boys                                                 | De Treffers                                                   | Temporada de 18 equipos, ascendió sólo el campeón.                                                           |
| 2017-18                     | Katwijk                                                       | Kozakken Boys                                                 | HHC                                                           | Temporada de 18 equipos, ningún equipo ascendió.                                                             |
| 2018-19                     | Amsterdamsche FC                                              | Excelsior Maassluis                                           | IJsselmeervogels                                              | Temporada de 18 equipos, ningún equipo ascendió.                                                             |
| 2019-20                     | Competición cancelada sin ascensos ni descensos por Covid-19. | Competición cancelada sin ascensos ni descensos por Covid-19. | Competición cancelada sin ascensos ni descensos por Covid-19. | Competición cancelada sin ascensos ni descensos por Covid-19.                                                |
| 2020-21                     | Competición cancelada sin ascensos ni descensos por Covid-19. | Competición cancelada sin ascensos ni descensos por Covid-19. | Competición cancelada sin ascensos ni descensos por Covid-19. | Competición cancelada sin ascensos ni descensos por Covid-19.                                                |
| 2021-22                     | Katwijk (2)                                                   | HHC Hardenberg                                                | Koninklijke HFC                                               | Temporada de 18 equipos, ningún equipo ascendió.                                                             |
| 2022-23                     | Katwijk (3)                                                   | Rijnsburgse Boys                                              | Amsterdamsche FC                                              | Temporada de 18 equipos, ningún equipo ascendió.                                                             |
| 2023-24                     | SV Spakenburg                                                 | De Treffers                                                   | Quick Boys                                                    | Temporada de 18 equipos, ningún equipo ascendió.                                                             |
| 2024-25                     | Quick Boys                                                    | Rijnsburgse Boys                                              | Amsterdamsche FC                                              | Temporada de 18 equipos, ningún equipo ascendió.                                                             |